# 아펠슈트루델

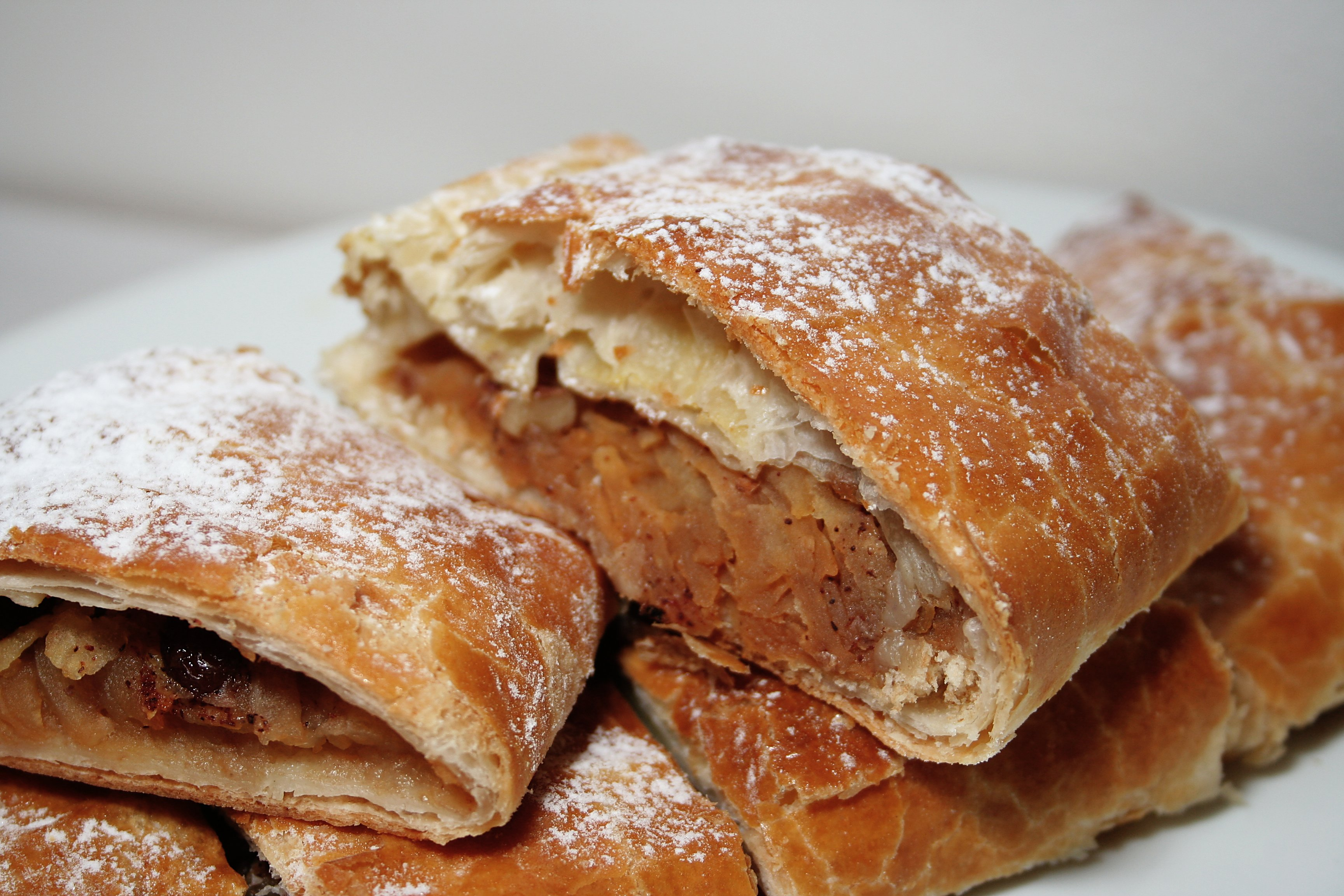
아펠슈트루델

아펠슈트루델(독일어: Apfelstrudel)은 오스트리아의 과자이다. 슈트루델에 사과를 넣어 만든다. 일반적으로 오스트리아를 대표하는 과자로 알려져 있지만, 헝가리인이 터키의 과자 바클라바의 원재료를 이용하여 사과를 넣어 만든 것이 기원이라고 생각되고 있다.

## 같이 보기
- 사과 파이
- 슈트루델
- 사과 요리 목록